# Alexander Forbes (Bischof von Brechin)

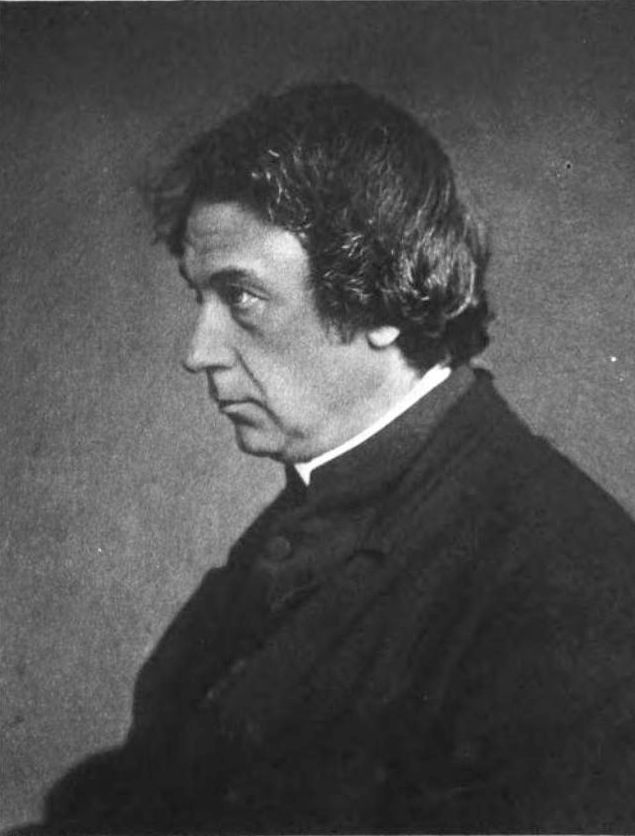
Porträtfoto

Alexander Penrose Forbes (* 6. Juni 1817 in Edinburgh; † 8. Oktober 1875 in Dundee) war ein Bischof der Episcopal Church in Schottland und Anhänger der Oxfordbewegung. Er war von 1847 bis 1875 der Bischof von Brechin.

## Leben
Alexander Penrose Forbes war der zweite Sohn von John Hay Forbes, Lord Medwyn, einem Richter am Court of Session, und Enkel von Sir William Forbes of Pitsligo.
Er studierte zunächst an der Edinburgh Academy, dann zwei Jahre lang beim Dichter Rev. Thomas Dale in Kent. 1833 verbrachte er ein Semester an der Universität Glasgow und schloss, nachdem er sich für eine Laufbahn im indischen Staatsdienst entschieden hatte, sein Studium am Haileybury College mit Auszeichnung ab.
1836 ging er nach Madras und erhielt eine frühe Beförderung, musste aber wegen seines schlechten Gesundheitszustandes nach England zurückkehren. Danach besuchte er das Brasenose College in Oxford, wo er das Boden-Sanskrit-Stipendium erhielt und 1844 seinen Abschluss machte.
In den frühen Jahren der als Puseyismus bekannten Bewegung war er in Oxford und wurde durch die Zusammenarbeit mit Newman, Pusey und Keble stark beeinflusst. Dies veranlasste ihn, seinen Posten in Indien aufzugeben. 1844 wurde er zum Diakon und Priester in der Englischen Kirche geweiht und bekleidete Kuratenämter in Aston Rowant und St Thomas in Oxford. Da er sich aber zu der Episkopalkirche seines Heimatlandes hingezogen fühlte, zog er 1846 nach Stonehaven, der Hauptstadt von Kincardineshire um. Im selben Jahr wurde er jedoch in die Pfarrei von St Saviour Church in Richmond Hill (Leeds) berufen, einer Kirche, die gegründet wurde, um traktarische Prinzipien zu predigen und zu verbreiten.
1847 wurde Forbes als Nachfolger von Bischof Moir nach Brechin berufen. Er verlegte die bischöfliche Residenz nach Dundee, wo er bis zu seinem Tod wohnte, und verband die pastorale Verantwortung für die Kirchengemeinde  mit den Pflichten des Bischofsamtes. Als er nach Dundee kam, waren die Kirchgänger aufgrund ihrer geringen Anzahl es gewohnt, in einem Raum über einer Bank zu beten. Durch seine Tatkraft wurden mehrere Kirchen gebaut, darunter auch die Prokathedrale St Paul.
Vor den Kirchengerichten wurde er wegen Häresie angeklagt, wobei die Anklage auf seinen Ansichten über die Eucharistie gründete, die er 1857 darlegte. Er konnte die Anklage überzeugend verteidigen und wurde mit „einem Tadel und einer Ermahnung“ freigesprochen. Keble schrieb zu seiner Verteidigung und war bei seinem Prozess in Edinburgh anwesend.

## Werke
- Commentary on the Seven Penitential Psalms (1847)
- A Short Explanation of the Nicene Creed (1852)
- Commentary on the Canticles (1853).
- An Explanation of the Thirty-nine Articles (2 Bände, 1867 und 1868)